# Теплова Валентина Анатоліївна
Валентина Анатоліївна Теплова; (3 серпня 1940, Горький) — білоруський історик, педагог. Кандидат історичних наук (1966), професор церковної історії Мінської духовної семінарії та духовної академії (2000).

## Біографія
Народилася в місті Горькому (нині — Нижній Новгород), РРФСР. Закінчила за спеціальністю «Історія» історико-філологічний факультет Горьковського державного університету (1962). У 1966 році захистила кандидатську дисертацію («Суспільно-політичні погляди та політична діяльність І.І. Мартинова в кінці XVIII — початку XIX століття»).
Викладала в Горьківському державному університеті. З 1975 року — доцент. З 1976 року — в Білоруському державному університеті. З 2000 року — професор кафедри церковної історії Мінської духовної академії. Також викладає в Мінській духовній семінарії.

## Наукова діяльність
Займається дослідженням питань політичної та церковної історії Східної Європи. Опубліковано більше ста наукових і навчально-методичних робіт. Є упорядником збірника «Унія в документах» (Мінськ, 1997). Співпрацює автором з «Православною Енциклопедією» (Москва).

## Нагороди
Нагороджена орденом святої рівноапостольної княгині Ольги III ступеня та орденом Хреста преподобної Євфросинії, ігумені Полоцької, медаллю Святителя Кирила Туровського.
Нагароджувалася Почесною грамотою Міністерства освіти Республіки Білорусь, Почесною грамотою Національної академії наук Республіки Білорусь, а також Дипломом і Різдвяною премією «Християнські традиції в культурі та освіті» Міжнародного громадського об'єднання «Християнський освітній центр імені Св. Мефодія і Кирила».